# Хепи (Тексас)
Хепи (енгл. Happy) град је у америчкој савезној држави Тексас. По попису становништва из 2010. у њему је живело 678 становника.

## Демографија
Према попису становништва из 2010. у граду је живело 678 становника, што је 31 (4,8%) становника више него 2000. године.
| Група             | 2000.       | 2010.       |
| Белци             | 516 (79,8%) | 512 (75,5%) |
| Афроамериканци    | 4 (0,6%)    | 2 (0,3%)    |
| Азијати           | 0 (0,0%)    | 0 (0,0%)    |
| Хиспаноамериканци | 112 (17,3%) | 149 (22,0%) |
| Укупно            | 647         | 678         |